# Liste der Monuments historiques in Floirac (Gironde)
Die Liste der Monuments historiques in Floirac (Gironde) führt die Monuments historiques in der französischen Gemeinde Floirac auf.

## Liste der Bauwerke
| Bezeichnung        | Beschreibung                               | Standort | Kennzeichnung | Schutzstatus | Datum | Bild           |
| ------------------ | ------------------------------------------ | -------- | ------------- | ------------ | ----- | -------------- |
| Domaine de Sybirol | Erbaut 1722                                | (Lage)   | PA33000033    | Inscrit      | 2000  | weitere Bilder |
| Kirche St-Vincent  | Erbaut im 12. Jahrhundert                  | (Lage)   | PA33000042    | Inscrit      | 2001  | weitere Bilder |
| Maison Lemoine     | Erbaut von 1994 bis 1998, von Rem Koolhaas | (Lage)   | PA33000068    | Inscrit      | 2002  |                |
| Observatorium      | Erbaut von 1878 bis 1880                   | (Lage)   | PA33000133    | Inscrit      | 2010  | weitere Bilder |

## Liste der Objekte

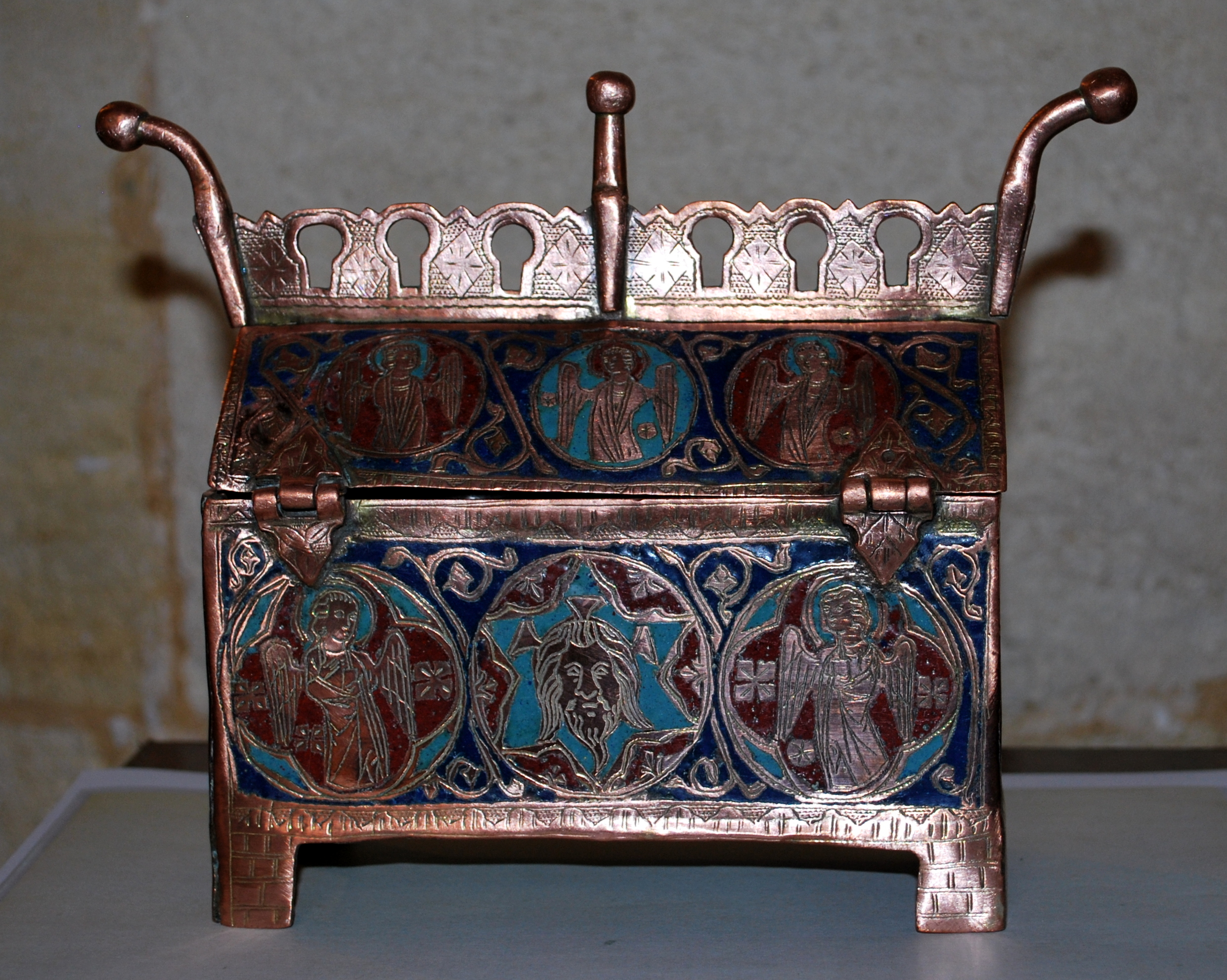
Kästchen für heilige Öle in Floirac

- Monuments historiques (Objekte) in Floirac (Gironde) in der Base Palissy des französischen Kultusministeriums

Siehe auch: Kästchen für heilige Öle (Floirac, Gironde)